# 이사벨라 데스테
이사벨라 데스테(이탈리아어: Isabella d'Este, 1474년 5월 18일 ~ 1539년 2월 13일)는 만토바 후작 프란체스코 2세 곤차가의 아내이자, 주류 문화와 권모술수에서 두각을 나타낸 이탈리아 르네상스 시대 여성들 가운데서 손꼽히는 한 사람이다.

## 가족
아버지는 페라라 공작 에르콜레 1세 데스테이고 어머니는 나폴리 국왕 페르디난도 1세의 딸인 엘레오노라이며 이들 사이에서 맏딸로 태어났다. 1490년 2월, 열여섯 살이 된 그녀는 만토바 후작 프란체스코 2세 곤차가와 결혼하였다. 그녀의 여동생은 밀라노 공작인 루도비코 스포르차와 결혼한 베아트리체 데스테인데, 동생 역시 언니와 맞먹을 정도로 유명한 여인이다. 남동생은 훗날 페라라 공작에 오른 알폰소 1세로 루크레치아 보르자와 혼인하였다.
이사벨라는 태생 혹은 정략결혼을 통해 이탈리아의 거의 모든 군주들과 친척 관계를 맺고 있었으며, “르네상스의 영부인”으로 알려졌다. 또한, 그녀는 “세계의 영부인”과 “라 프리마 돈나”로도 알려졌다.

## 일대기

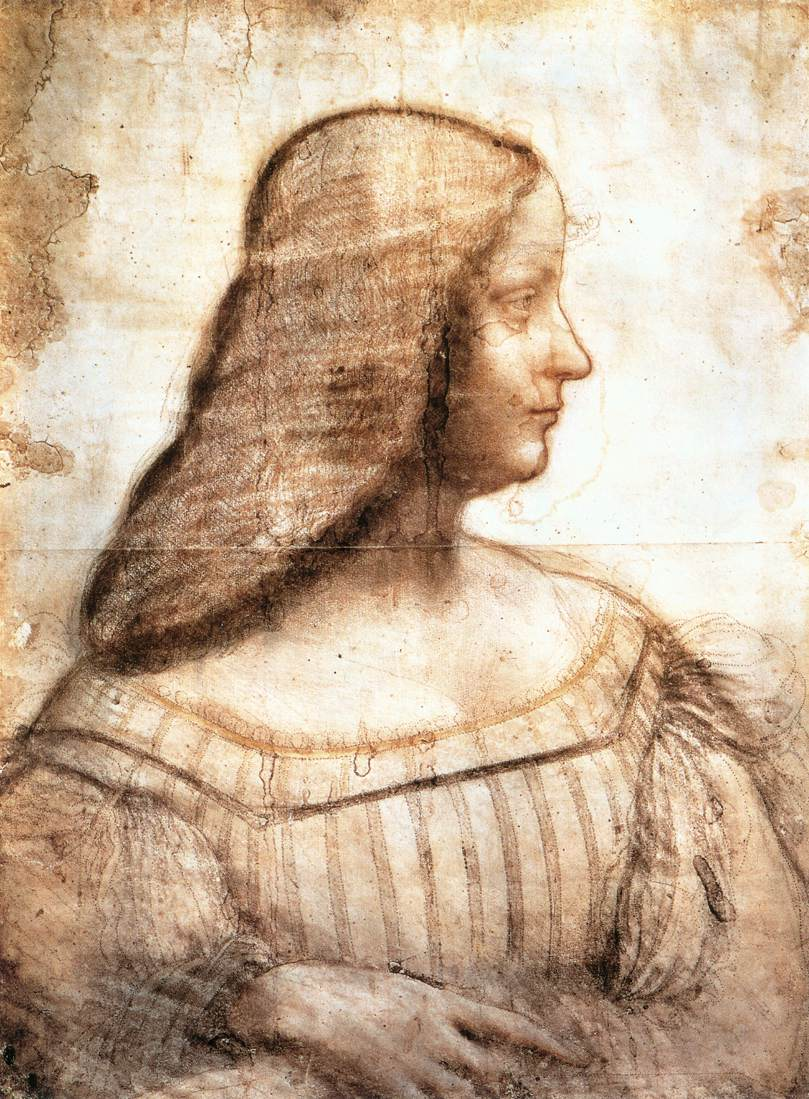
레오나르도 다 빈치가 이사벨라의 초상화를 계획하고 그린 데생.

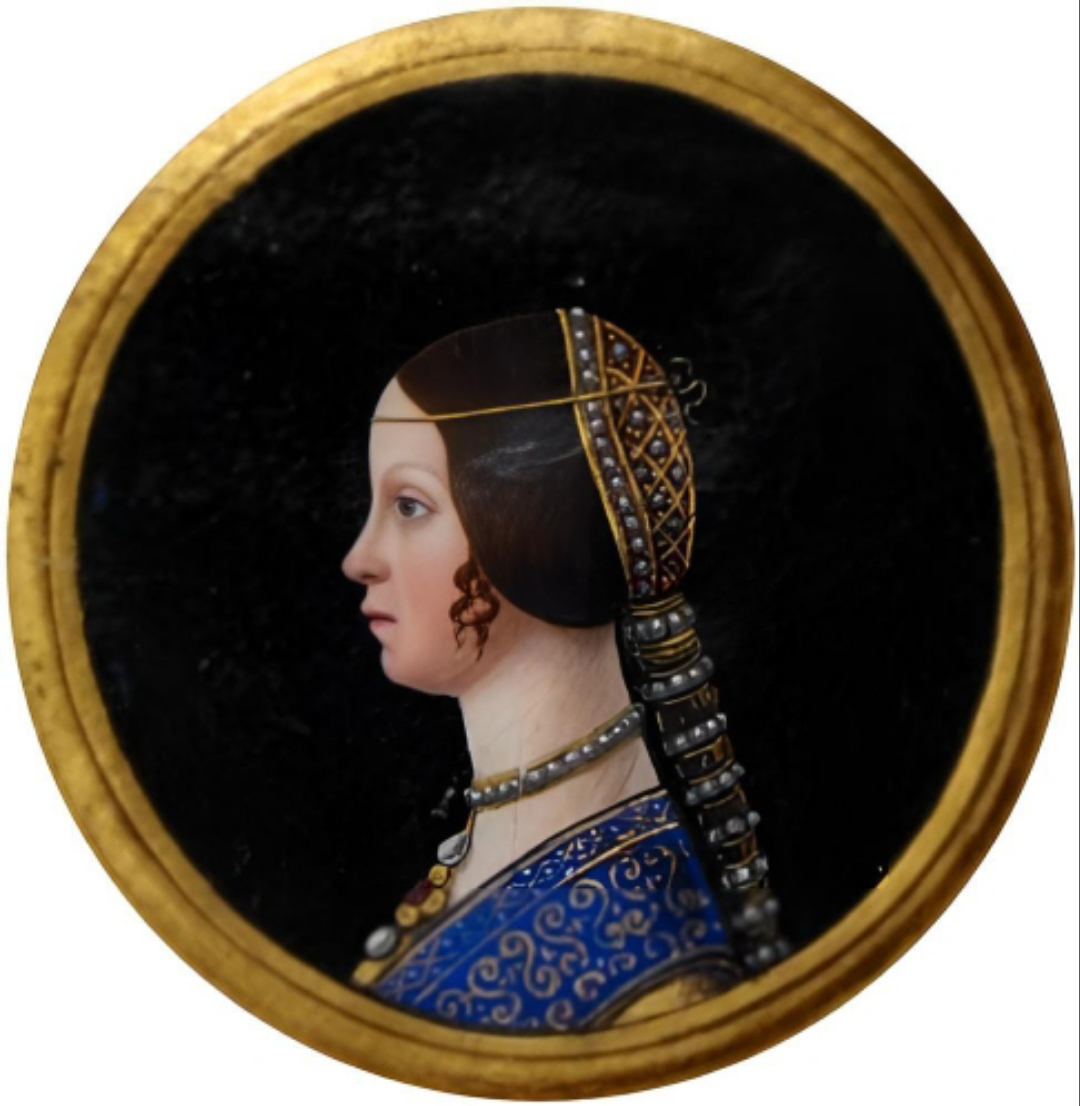
Beatrice d'Este

페라라에서 어린 시절을 보냈던 이사벨라가 교육을 잘 받은 교양 있는 여성이었다는 사실은 그녀가 쓴 방대한 편지들에서 나타난다. 에스테 가문의 자매들은 문예 취미를 숭상하는 가풍 속에서 성장했다: 나중에 이사벨라는 로마 시대 조각상들은 물론 고대 양식의 최신 조각상들도 열망하는 열렬한 수집가가 되었다. 또한, 그녀가 동전 수집가들과 고전학자들에 둘러싸여 옛날 동전들을 열심히 수집했었다는 사실은 일반적인 상식이다.
프란체스코 2세 곤차가와 결혼한 그녀는 만토바로 이주하였다. 그곳에서 그녀는 루도비코 아리스토가 광란의 오를란도를 쓰는 동안 후원해 주었으며, 그녀와 그녀의 남편 모두 2백 년간 귀족풍 예절의 본보기가 되었던 인물들을 다룬 궁정인의 저자 발다사레 카스틸리오네로부터 큰 영향을 받았다. 그리고 그의 제안에 따라 줄리오 로마노를 만토바로 불러내 성과 기타 건물들을 크게 확장시키도록 하였다.
이사벨라의 비호 아래 만토바 궁정은 유럽에서 가장 교양 있는 장소 가운데 한 곳이 되었다. 다른 유명한 예술가, 작가, 사상가, 음악가들로는 라파엘로와 안드레아 만테냐 그리고 작곡가들인 바르톨로메오 트롬본키노와 만체토 카라가 있다. 그녀의 궁정 조각가는 피에르 자코포 알라리 보나콜시인데, 고대 유물의 재해석가로서 종종 청동상 일부에 금박을 입히는 등 짧은 기간에도 훌륭하게 작업을 끝마쳐 “L'Antico”라는 별명으로 불렸다. 그녀의 초상화는 두 점이 있는데, 하나는 티치아노 베첼리가 그린 것이며 또 다른 하나는 레오나르도 다 빈치가 데생용 연필로 그린 것으로 오늘날 루브르 박물관에 남아 있다. 다 빈치가 이사벨라로부터 지원을 받았다는 증거는 조금도 없었음에도 그림을 그렸다. 예민한 음악가이기도 했던 이사벨라는 류트 같은 현악기로 즐겨 연주하기도 하였다. 또한, 그녀는 최고로 실력 좋은 작곡가를 만나 음악으로 재탄생하기 전까지의 시는 불완전한 예술로 간주하였다.

### 만년
1509년, 그녀의 남편이 베네치아 군대에 사로잡혀 인질로 끌려가자 그녀는 섭정으로서 만토바를 다스렸다. 이어서 1512년에 남편이 석방될 때까지 침략자들의 공격을 막아냈다. 그녀는 남편보다 더 엄격하게 통치한 것처럼 보인다. 그 결과, 프란체스코는 석방되었음에도 아직도 정치적으로 화려하게 움직이는 아내 때문에 자신이 돋보이지 못하고 있다는 사실을 깨달아 감정이 폭발하였다. 이로써 이사벨라는 남편의 사랑을 잃었다. 그와 동시에 이사벨라의 마음도 남편을 떠났다. 프란체스코는 이사벨라가 국정에 관여하지 못하게끔 그녀에게 여행을 떠날 수 있도록 허락하였다. 이사벨라는 1519년에 프란체스코가 병에 걸려 죽을 때까지 활동적인 삶을 살았다.
남편이 죽자 이사벨라는 자신의 맏아들 페데리코 2세 곤차가를 대신해 섭정으로서 만토바를 통치하였다. 이탈리아 내 정치계에서 중요한 역할을 하기 시작한 그녀는 약소국이었던 만토바의 지위를 안정되게 진보시켰다. 그녀는 맏아들의 정치적 결혼을 통해서 만토바 후작의 지위가 공작으로 승격할 수 있게 만들었을뿐더러, 둘째아들 에르콜레는 추기경 지위를 서임받을 수 있도록 하였다. 또한, 그녀는 시누이의 남편인 우르비노 공작 구이도발도 다 몬테펠트로를 쫓아내고, 우르비노를 점거한 체사레 보르자와의 교섭에서 외교와 정치 면에서 매우 노련한 모습을 선보이기도 하였다.
1539년 2월 13일, 이사벨라는 향년 예순다섯 살의 나이에 죽었다.

## 참고자료
- 네이버 캐스트 <미술 컬렉터로 보는 문화사> 이사벨라 데스테
- 시오노 나나미 <르네상스의 여인들> 한길사
- 페라라 연대기
- 줄리아 카트라이트 <만토바 후작부인 이사벨라 데스테>